# Дюссельдорфская академия искусств
Дюссельдорфская академия искусств (нем. Staatliche Kunstakademie Düsseldorf) — высшее учебное заведение в Дюссельдорфе в Германии.

## История
Академия создана в 1773 году как Академия живописи, архитектуры и скульптуры при пфальцграфе Нойбургском на базе школы живописи, основанной в 1762 Ламбертом Крае. Во время наполеоновских войн значительная часть коллекции академии была перевезена в Мюнхен. Бурное развитие академия получила после присоединения Дюссельдорфа к Пруссии в 1815 году, став королевской академией искусств. В середине XIX века академия получила мировую известность, начала принимать учеников из разных стран. В ней образовалась «дюссельдорфская школа» живописи. На базе Дюссельдорфской академии искусств, в частности, сформировалась Дюссельдорфская школа фотографии.
В настоящее время в академии обучается примерно 370 студентов.

## Руководители академии
- 1789—1790 — Ламберт Крае
- 1819—1824 — Петер Йозеф фон Корнелиус
- 1826—1859 — Вильгельм фон Шадов
- 1895—1908 — Иоганн Петер Теодор Янсен
- 1924—1933 — Вальтер Кесбах (нем. Walter Kaesbach)
- 1945—1946 — Эвальд Матаре (нем. Ewald Mataré)
- 1959—1965 — Ганс Швипперт (нем. Hans Schwippert)
- 1972—1981 — Норберт Крикке (нем. Norbert Kricke)
- 1988—2009 — Маркус Люперц (англ. Markus Lüpertz)
- c 2009 — Тони Крэгг (англ. Tony Cragg)

## Известные студенты и преподаватели
- Ахенбах, Андреас
- Ахенбах, Освальд
- Бекерат, Вилли фон
- Берг, Гуннар
- Кристиан Эдуард Бетхер
- Бойс, Йозеф
- Брекер, Арно
- Бурместер, Георг
- Буш, Вильгельм
- Вейч, Фридрих Георг
- Вимар, Карл
- Вислиценус, Герман
- Винтергерст, Йозеф
- Гебхардт, Эдуард фон
- Греф, Густав
- Гофман, Генрих Фердинанд
- Гофман, Оскар Адольфович
- Джерск, Удо
- Зель, Адольф
- Зелль, Христиан (старший)
- Зигерт, Август Фридрих
- Зон, Вильгельм
- Зон, Карл Фердинанд — с 1833 профессор
- Зон, Карл Рудольф
- Зон, Пауль Эдуард Рихард
- Йенсен, Макс
- Стрютцель, Отто Леопольд
- Кампхаузен, Вильгельм
- Кац, Франц
- Келлерхофен, Мориц
- Колбе, Генрих Кристоф
- Кунеллис, Яннис
- Лойце, Эмануэль (1816—1868) — немецкий и американский художник
- Лембрук, Вильгельм
- Модерзон, Отто
- Палленберг, Йозеф
- Польке, Зигмар
- Рене Райнике
- Рохолл, Теодор
- Ру, Карл
- Турманн, Педер Каппелен
- Хертервиг, Ларс — студент с 1852 по 1854 год, учился у Ханса Гуде.
- Хоземанн, Теодор
- Холлер, Альфред
- Фарни, Анри
- Фейербах, Ансельм
- Фогель, Гуго
- Эберс, Эмиль
- Шмитц-Виденбрюк, Ханс
- Шмиц, Адольф
- Янссен, Карл